# Tour d'Almaty 2014
La 2e édition du Tour d'Almaty a eu lieu le 5 octobre 2014. Elle fait partie du calendrier UCI Asia Tour 2014 en catégorie 1.1.

## Présentation

### Parcours
Le parcours est un circuit formant un aller-retour de trente-et-un kilomètres sur des boulevards d'Almaty à parcourir à six reprises, pour un total de 186 kilomètres.

## Classements

### Classement final
| Classement final | Classement final   | Classement final | Classement final | Classement final   |
|                  | Coureur            | Pays             | Équipe           | Temps              |
| ---------------- | ------------------ | ---------------- | ---------------- | ------------------ |
| 1er              | Alexey Lutsenko    | Kazakhstan       | '                | en 4 h 12 min 17 s |
| 2e               | Sergey Chernetskiy | Russie           |                  | m.t                |
| 3e               | Sergueï Lagoutine  | Russie           |                  | + 21 s             |
| modifier         |                    |                  |                  |                    |